# Юнацька збірна Узбекистану з футболу (U-17)
Юнацька збірна Узбекистану з футболу (U-17) — національна футбольна збірна Узбекистану, що складається із гравців віком до 17 років. Керівництво командою здійснює Федерація футболу Узбекистану.
Головним континентальним турніром для команди є Юнацький кубок Азії, який з 2008 року розігрується серед команд з віковим обмеженням до 16 років, і успішний виступ на якому дозволяє отримати путівку на Чемпіонат світу (U-17). Також може брати участь у товариських і регіональних змаганнях, зокрема у Юнацькому чемпіонаті ФАЦА, юнацькій першості серед країн, що входять до Футбольної асоціації Центральної Азії.

## Виступи на міжнародних турнірах

### Юнацький чемпіонат світу (U-17)
| Рік  | Результат    | І | В | Н | П | Г+ | Г- |
| ---- | ------------ | - | - | - | - | -- | -- |
| 2011 | чвертьфінали | 5 | 3 | 0 | 2 | 9  | 8  |
| 2013 | 1/8 фіналу   | 4 | 2 | 1 | 1 | 4  | 2  |

### Юнацький кубок Азії з футболу
| Рік  | Результат              | І | В | Н | П | Г+ | Г- |
| ---- | ---------------------- | - | - | - | - | -- | -- |
| 1992 | відмовилися від участі |   |   |   |   |    |    |
| 1994 | груповий етап          | 4 | 0 | 0 | 4 | 3  | 31 |
| 1996 | груповий етап          | 4 | 0 | 1 | 3 | 2  | 12 |
| 1998 | не кваліфікувалася     |   |   |   |   |    |    |
| 2000 | не кваліфікувалася     |   |   |   |   |    |    |
| 2002 | четверте місце         | 6 | 3 | 2 | 2 | 7  | 7  |
| 2004 | груповий етап          | 3 | 0 | 1 | 2 | 4  | 7  |
| 2006 | не кваліфікувалася     |   |   |   |   |    |    |
| 2008 | чвертьфінали           | 4 | 2 | 0 | 2 | 10 | 5  |
| 2010 | віце-чемпіон           | 6 | 4 | 1 | 1 | 15 | 5  |
| 2012 | переможець             | 6 | 4 | 1 | 1 | 9  | 8  |
| 2014 | чвертьфінали           | 4 | 2 | 1 | 1 | 10 | 10 |
| 2016 | чвертьфінали           | 4 | 3 | 0 | 1 | 9  | 6  |
| 2018 | не кваліфікувалася     |   |   |   |   |    |    |
| 2020 | кваліфікувалася        |   |   |   |   |    |    |